# Associazione Calcio Reggiana 1932-1933
Questa pagina raccoglie i dati riguardanti l'Associazione Calcio Reggiana nelle competizioni ufficiali della stagione 1932-1933.

## Stagione
La squadra non cambia, nel terzo campionato consecutivo di Prima divisione, serie C, ma emergono i giovani Lazzaretti, Pedrazzoli e Quirino Montanari. Arriva il mediano Magini.
Dopo Mario Muzzarini e Franco Fontanili arriva il nuovo presidente nella persona di Marcello Bofondi. Ad ogni successione alla guida del Partito fascista ne consegue analoga successione alla presidenza della Reggiana.
Mille tifosi seguono la Reggiana nel derby di Carpi, trecento vanno a Bologna per Bologna B-Reggiana (da considerare il fatto che, come viene ipotizzato oggi, allora in terza serie si presentarono le seconde squadre). La Reggiana alla fine del campionato è seconda (nel campionato precedente e in quello successivo andarono in finale le prime due), i 19 gol di Violi, ma stavolta in finale ne va una sola: la Spal.

## Divise
| Prima divisa |

## Rosa
| N. |                   | Ruolo | Calciatore         |
| -- | ----------------- | ----- | ------------------ |
|    | Italia (bandiera) | A     | Arturo Benelli     |
|    | Italia (bandiera) | A     | Gino Benelli       |
|    | Italia (bandiera) | A     | Angelo Bonacina    |
|    | Italia (bandiera) | D     | Milo Campari       |
|    | Italia (bandiera) | C     | Nellusco Campari   |
|    | Italia (bandiera) | C     | Socrate Campari    |
|    | Italia (bandiera) | P     | Aroldo Corazza     |
|    | Italia (bandiera) | A     | Sergio Ferrari     |
|    | Italia (bandiera) | A     | Giulio Ferrari     |
|    | Italia (bandiera) | C     | Vivaldo Fornaciari |
|    | Italia (bandiera) | D     | William Iotti      |

| N. |                   | Ruolo | Calciatore         |
| -- | ----------------- | ----- | ------------------ |
|    | Italia (bandiera) | A     | Renzo Lazzaretti   |
|    | Italia (bandiera) | C     | Vittorio Leoni     |
|    | Italia (bandiera) | C     | Orlando Magini     |
|    | Italia (bandiera) | A     | Quirino Montanari  |
|    | Italia (bandiera) | C     | Giulio Negri       |
|    | Italia (bandiera) | C     | Rodolfo Pedrazzoli |
|    | Italia (bandiera) | A     | Dante Rossi        |
|    | Italia (bandiera) | A     | Walter Vezzani     |
|    | Italia (bandiera) | D     | Arnaldo Vighi      |
|    | Italia (bandiera) | A     | Alcide Ivan Violi  |